# Eva Vanicek
Eva Vanicek, född 17 maj 1936 i Verona, död 13 januari 2020, var en italiensk skådespelare, framför allt ihågkommen för sin roll som den arbetslösa Gianna, av sin dominanta och manipulativa mor pressad till det yttersta för att söka ett jobb som hon är chanslös att få, i Giuseppe De Santis verklighetsbaserade neorealistiska drama Rom klockan 11.

## Biografi
Eva Vanicek saknade i likhet med många andra i den skådespelargeneration som slog igenom under neorealismens storhetstid föräldrar med direkt anknytning till branschen. Hennes föräldrar var invandrare från Ungern. De flyttade till Italien för att fadern János Vanicsek, som var fotbollsspelare, efter avslutad karriär som spelare ville tjäna pengar som tränare i det italienska seriesystemet. Vid tiden för dotterns födelse var han tränare för Verona.
Vaniceks långa karriär innehåller två betydande perioder av inaktivitet, av vilka den första omfattar hela 1960-talet och första halvan av 1970-talet, den andra i stort sett hela 1980-talet. Hon kom tidigt in på skådespelarbanan och debuterade på vita duken redan som 14-åring med en liten roll i Léonide Moguys film I morgon är det för sent (1950). Den rollen inleder ett årtionde med roller som välutbildad borgerlig familjeflicka eller som ungt oskyldigt offer för övermäktiga omständigheter. Det var den senare typen av roll i De Santis klassiker Rom klockan 11 (1952) som blev hennes verkliga genombrott. Hon fick sin första huvudroll i Luigi Latini de Marchis av filmkritikerna nedvärderade Condannata senza colpa (1953). Större framgång rönte hon som den tidigt moderlöse Bianca i Carlo Lizzanis flerfaldigt prisbelönade drama Cronache di poveri amanti (1954) och som förälskad och olycklig novis i Luigi Capuanos klosterdrama Suor Maria (1955).
Efter Capuanos film började Vanicek även uppträda på teaterscenen och i TV-produktioner samtidigt som hennes intresse för långfilmer avtog successivt. Efter en obetydlig roll i Fred Zinnemanns film Nunnan (1959) höll hon sig borta från vita duken i 15 år. Hennes återkomst i Mario Sicilianos skräckfilm Malocchio (1975) väckte förvåning, dels för att hon överhuvudtaget återkom till filmen, dels för att hon gjorde det i något som många filmkritiker avfärdade som en skräpfilm. Hon gjorde ytterligare ett par mindre karaktärsroller innan hon åter lämnade filmen 1980. På 1990-talet återkom hon igen och medverkade i fyra filmer av vilka särskilt kan nämnas Carlo Lizzanis Cattiva (1991), löst baserad på Carl Jungs liv, där Vanicek spelar modern till en mentalpatient och Erland Josephson klinikföreståndaren professor Brokner. Sin senaste och förmodligen sista filmroll gjorde Vanicek i Claudio Caligaris kriminaldrama L'odore della notte (1998).